# Политех (мини-футбольный клуб)
«Политех» — бывший российский мини-футбольный клуб из Санкт-Петербурга. Основан в 1995 году. На данный момент играет в Конференции «Запад» Высшей лиги, втором дивизионе в структуре российского мини-футбола. До 1999 года назывался «Политехник».
Лучшее достижение в чемпионатах России — 7 место в сезоне 2010/11.
Расформирован в 2018 году.

## История
Первые три сезона «Политехник» выступал только в городских соревнованиях, пока в 1998 году не дебютировал в дивизионе «Б» Первой лиги. Заняв в нём первое место, в следующем году клуб, сокративший название до «Политеха», участвовал уже в дивизионе «А» и вновь сумел добиться повышения в классе. В сезоне 2000/01 петербуржцы дебютировали в Высшей лиге — высшем дивизионе в структуре российского мини-футбола. За три сезона, проведённые там, лучший результат «Политех» показал именно в дебютный год — десятое место. В 2003 году была образована Суперлига, в состав которой петербургский клуб по спортивному принципу не попал — помешало пятнадцатое место в сезоне 2002/03.
Взяв сезонную паузу, в 2004 году «Политех» заявился в Высшую лигу — второй по силе российский дивизион. За 2 года клуб сумел выполнить задачу выхода в Суперлигу. Первые четыре сезона в ней петербуржцы провели неудачно, не поднимаясь выше десятого места.
Летом 2010 года команду возглавил Юрий Руднев, один из самых титулованных тренеров России. Благодаря его работе «Политеху» удалось улучшить свои результаты и покинуть нижнюю часть турнирной таблицы. В регулярном чемпионате сезона 2010/11 петербуржцы заняли седьмое место.
30 марта 2018 года стало известно, что генеральный директор клуба, Кирилл Мирзоян, был задержан по подозрению в хищении бюджетных средств, выделенных правительством Санкт-Петербурга на содержание команды. После окончания сезона 2017/2018 не заявился на «Политех» был расформирован. 

## Выступления в чемпионатах России
| Сезон     | Лига                   | Занятое место            |
| --------- | ---------------------- | ------------------------ |
| 1998-1999 | Первая лига «Б» (III)  | 1                        |
| 1999-2000 | Первая лига «А» (II)   | 2                        |
| 2000-2001 | Высшая лига (I)        | 10                       |
| 2001-2002 | Высшая лига (I)        | 14                       |
| 2002-2003 | Высшая лига (I)        | 15                       |
| 2003-2004 | Городские соревнования |                          |
| 2004-2005 | Высшая лига (II)       | 7                        |
| 2005-2006 | Высшая лига (II)       | 2 (плей-офф: 3)          |
| 2006-2007 | Суперлига (I)          | 12                       |
| 2007-2008 | Суперлига (I)          | 12                       |
| 2008-2009 | Суперлига (I)          | 10                       |
| 2009-2010 | Суперлига (I)          | 11                       |
| 2010-2011 | Суперлига (I)          | 7 (плей-офф: 1/4 финала) |
| 2011-2012 | Суперлига (I)          | 12                       |
| 2012-2013 | Суперлига (I)          | 8 (плей-офф: 1/4 финала) |
| 2013-2014 | Суперлига (I)          | 11                       |
| 2014-2015 | Суперлига (I)          | 11                       |
| 2015-2016 | Суперлига (I)          | 10                       |
| 2016-2017 | Высшая лига (II)       | 5                        |
| 2017-2018 | Суперлига (I)          | 8                        |

## Известные игроки
| - Виталий Бужор - Роман Главатских - Евгений Куваев - Андрей Кузнецов - Алексей Мохов |  | - Иван Поддубный - Владимир Правский - Андрей Соловьёв - Алексей Степанов - Павел Степанов |  | - Илья Фёдоров - Радмир Шарипов - Алексей Шереметьев - Владислав Щучко |